# Faktoriális momentum
Egy valószínűségi változó faktoriális momentumai több, a változó eloszlását jellemző számértéket is takarnak. Általánosan az X valószínűségi változó k-adik faktoriális momentuma bármely k pozitív egész szám esetén definíció szerint
(feltéve, hogy ez az érték létezik), ahol E[X] az X várható értékét jelöli.

## További momentumok
A valószínűségszámításban és a matematikai statisztikában más momentumok is előfordulnak, ezek közül a legfontosabbak:
- momentum
- abszolút momentum,
- centrális momentum és
- abszolút centrális momentum.

## Megjegyzés
A k-adik faktoriális momentum kifejezés helyett szokás k-ad rendű faktoriális momentumot is használni.